# Ana Inés Jabares-Pita
Ana Inés Jabares-Pita (La Coruña, 21 de enero de 1987) es una diseñadora española que desempeña su tarea profesional en la ópera, danza, teatro, cine, conciertos y exposiciones. Su trabajo ha recibido varios premios y reconocimientos.

## Educación
Jabares-Pita nació en La Coruña, Galicia, España. En su adolescencia, se unió al coro de la Orquesta Sinfónica de Galicia como soprano y actuó en varios espectáculos. A los 18 años se trasladó al sur de España para estudiar Bellas Artes en la Universidad de Sevilla, mientras continuaba sus estudios musicales. Como parte de su licenciatura en Bellas Artes, pasó un año en la Accademia di Belle Arti di Palermo en Italia, donde la música clásica y la ópera despertaron su interés por la escenografía. Continuó sus estudios en Londres en la Royal Central School of Speech and Drama, donde terminó un máster en escenografía.

## Carrera

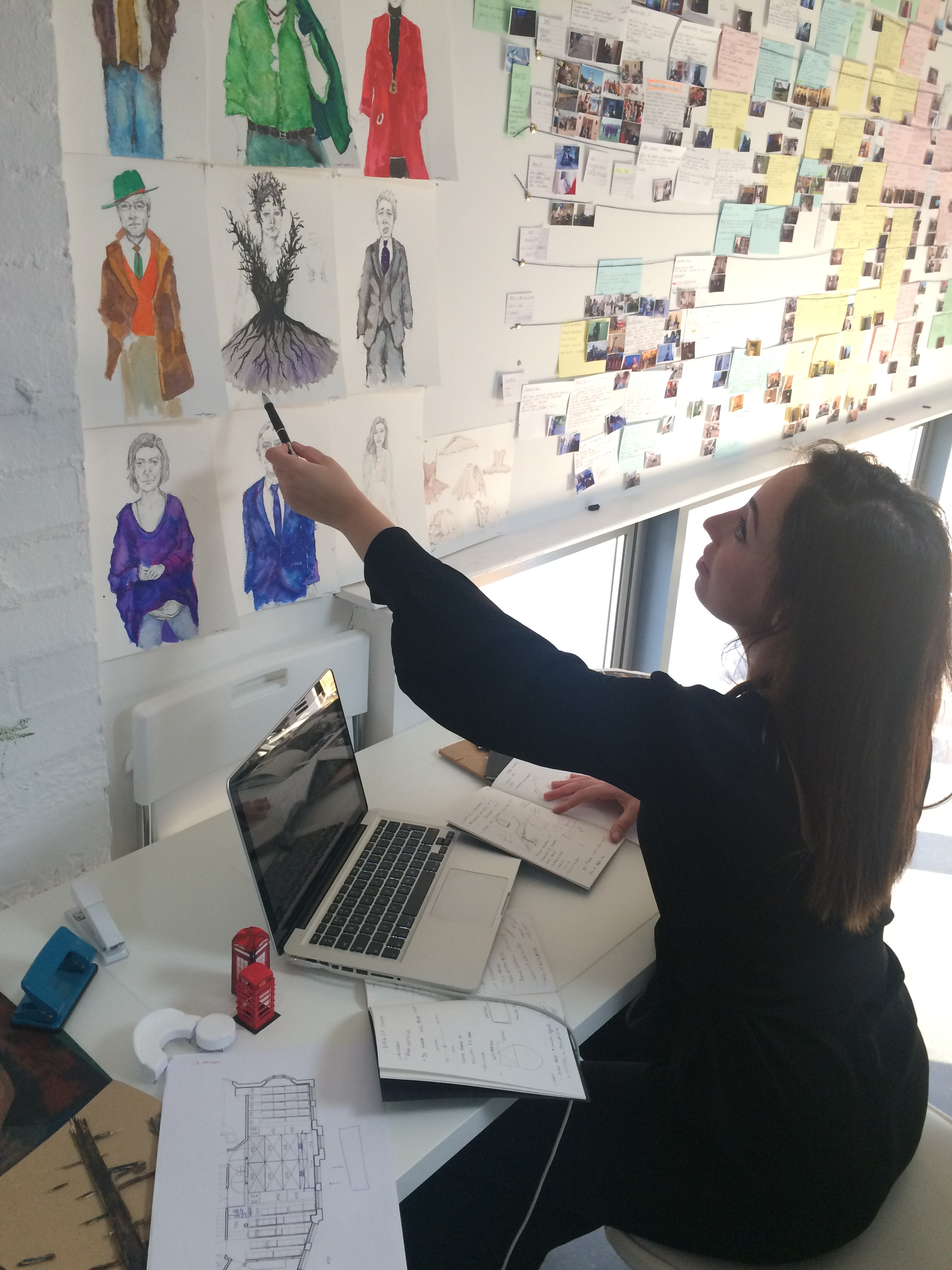
Jabares-Pita trabajando en su estudio.

En 2013, Jabares-Pita fue elegida «ganadora general» del Premio Linbury de Linbury Prize for Stage Design de The Driver's Seat, una adaptación escénica de la novela de Muriel Spark de 1971. Gracias a este premio, trabajó con Laurie Sansom, director del National Theatre of Scotland, montando esta producción en el Tramway Arts Centre de Glasgow en 2015.
En 2015 Jabares-Pita se convirtió en «Embajadora del Diseño Español» representando al diseño español en lugares como Piccadilly Circus (Londres) y Times Square (Nueva York).
En 2016 trabajó en Wish List para el Royal Exchange, Mánchester. Ha continuado su trabajo en varias producciones de teatro y ópera en todo el Reino Unido.
Jabares-Pita también hizo trabajos de diseño en galerías de arte como la Dulwich Picture Gallery y el Victoria and Albert Museum. A partir de 2017 comenzó a trabajar en videojuegos hacer uso en su trabajo de nuevas tecnologías como la realidad aumentada.

## Obras
Entre sus trabajos pueden destacarse:
- In fidelity (Traverse)
- Fisk (Traverse)

- Charlie sonata (Royal Lyceum Theater, Edimburgo)

- Daphne Oram's wonderful world of sound (Blood of the Young y Tron Theater)

- Wish list (Royal Exchange Theater y Royal Court Theater)
- George and the marvellous medicine (Dundee Rep)

- LeLa & Co (Royal Court Theater)

## Premios y reconocimientos

Hechos de talento (The Spanish are Made of Talent) at Picadilly Circus

El trabajo de Jabares-Pita ha recibido varios premios y reconocimientos. Entre ellos destacan los siguientes:
- 2013 - Ganadora del Linbury Prize for Stage Desing por The Driver's Seat para el Teatro Nacional de Escocia.[1]

- 2014 - miembro de los Jerwood Young Designers del Gate Theatre por su trabajo en Idomeneus.[1]
- 2015 - Ganadora en la categoría de Diseño de la iniciativa Hechos de talento.[5]
- 2016 - Ganadora del 'Spirit of Dundee Award' en 'Wearable Art' por su diseño de vestuario de Ignis.[9]
- 2016 - Tercer Premio de la European Opera Prize. Propuesta La Traviata, en colaboración con Max Hoehn.[1]
- 2017 - Exposición de World Stage Design (Taipei) - The Driver's Seat[1]